# ويلدين (دائرة انتخابية في المملكة المتحدة)
ويلدين (بالإنجليزية: Wealden)‏ هي إحدى الدوائر الانتخابية في المملكة المتحدة الممثلة في مجلس العموم في برلمان المملكة المتحدة.
عضو البرلمان الذي يمثلها حالياً هو :Charles Hendry (Con).